# Skalvattnet
Skalvattnet är en sjö i Storumans kommun i Lappland och ingår i Vapstälvens huvudavrinningsområde. Sjön har en area på 4,45 kvadratkilometer och ligger 714,1 meter över havet. Skalvattnet ligger i Vardo- Laster- och Fjällfjällen Natura 2000-område.

## Delavrinningsområde
Skalvattnet ingår i det delavrinningsområde (726268-144354) som SMHI kallar för Utloppet av Skalvattnet. Medelhöjden är 888 meter över havet och ytan är 23,8 kvadratkilometer. Det finns ett avrinningsområde uppströms, och räknas det in blir den ackumulerade arean 33,18 kvadratkilometer. Vattendraget som avvattnar avrinningsområdet har biflödesordning 2, vilket innebär att vattnet flödar genom totalt 2 vattendrag innan det når havet efter 37 kilometer. Avrinningsområdet består mestadels av kalfjäll (81 procent). Avrinningsområdet har 4,46 kvadratkilometer vattenytor vilket ger det en sjöprocent på 18,7 procent.